# Années 1100
Les années 1100 couvrent la période de 1100 à 1109.

## Évènements
- 1075-1122 : poursuite de la Querelle des Investitures[1].
- Vers 1100 : la ville de Tombouctou est fondée par les Touaregs[2].
- 1101 :
  - échec des croisades de secours[3].
  - le mystique angevin Robert d'Arbrissel fonde une congrégation double de moniales et de religieux à Fontevrault. Son action accompagne le développement en France du culte marial[4].
- 1102-1109 : siège de Tripoli et fondation du comté de Tripoli[5].
- 1102 : Pacta conventa. Union personnelle entre la Croatie et la Hongrie sous la dynastie Arpad[6].
- 1102-1110 : poussée almoravide en Espagne. Ils prennent  Valence (1102), battent les Castillans à Uclès, puis prennent Talavera (1109) et Saragosse (1110)[7].
- 1104 : bataille de Harran[8].
- 1107-1111 : croisade du roi de Norvège Sigurdhr Magnusson Jórsolafari à Jérusalem. Il part avec soixante navires, se rend d’abord en Angleterre (1107) à Saint-Jacques-de-Compostelle (1108), puis en Sicile (1109). Il aide le roi Baudouin Ier de Jérusalem à prendre Sidon (décembre 1110)[9]. Il reçoit du roi Baudouin et du patriarche de Constantinople des reliques, notamment un fragment de la Vraie Croix, qu’il déposera dans l’église du Christ à Nidarós (Trondheim). À son retour, il lance une croisade pour christianiser les païens de Småland.

- 1108-1113 : fondation de la collégiale Saint-Victor de Paris par Guillaume de Champeaux, régie par la règle de saint Antonin. Il y établit une école[10].
- 1109 : guerre entre la Pologne et l’Empire romain germanique[11].

- Vers 1100 : construction de la Maison sublime, école talmudique de Rouen[12].

## Personnages significatifs
- Pierre Abélard
- Ali ben Youssef
- Baudouin de Boulogne
- Barkyaruq
- Bohémond de Tarente
- Boleslas III le Bouche-Torse
- Coloman de Hongrie
- Al-Ghazali
- Guillaume de Champeaux
- Guillaume de Poitiers, le plus ancien des troubadours connus.
- Henri Ier Beauclerc.
- Henri V du Saint-Empire
- Kılıç Arslan Ier
- Louis VI de France
- Mathilde de Toscane
- Philippe Ier de France
- Raymond IV de Toulouse
- Robert II de Normandie
- Roger II de Sicile
- Youssef Ibn Tachfin